# Frau vor der untergehenden Sonne
Frau vor der untergehenden Sonne, auch Sonnenuntergang, Sonnenaufgang, Frau in der Morgensonne, Morgenlicht, ist ein vor 1818 entstandenes Gemälde von Caspar David Friedrich. Das Bild in Öl auf Leinwand im Format 22 × 30 cm befindet sich im Museum Folkwang in Essen.

## Bildbeschreibung
Das Gemälde in streng symmetrischer Komposition und warmem rötlichem Kolorit zeigt eine Frau mit rubinroten Ohrringen in altdeutscher Tracht als Rückenfigur in Richtung eines Sonnenunterganges blickend. Die über den ganzen Himmel reichenden Sonnenstrahlen sind wie beim Tetschener Altar  und dem Bild Das brennende Neubrandenburg als gefächerte Segmente angelegt. Der Maler vermittelt im Bildgefüge einen für ihn typischen Dreiklang. Im belebten Vordergrund steht die Frau auf einem Feldweg, der von Felsblöcken gesäumt nach wenigen Metern abrupt nach rechts abbiegt. Die bei Friedrich oft verwendete Raumsperre (oder Landschaftsriegel) versperrt hier den Weg durch eine Fantasie-Vegetation, bestehend aus einem über die ganze Bildbreite angelegten Feld von dicken lanzettartigen Blättern, die die Frau am Weitergehen hindern. Dahinter entwickelt sich zum Horizont hin eine vielgestaltige Landschaft mit Feldern, Sträuchern, Bäumen, Hügeln und Bergen. Eine in die Landschaft eingebettete Kirche deutet ein Dorf an.

## Bilddeutung

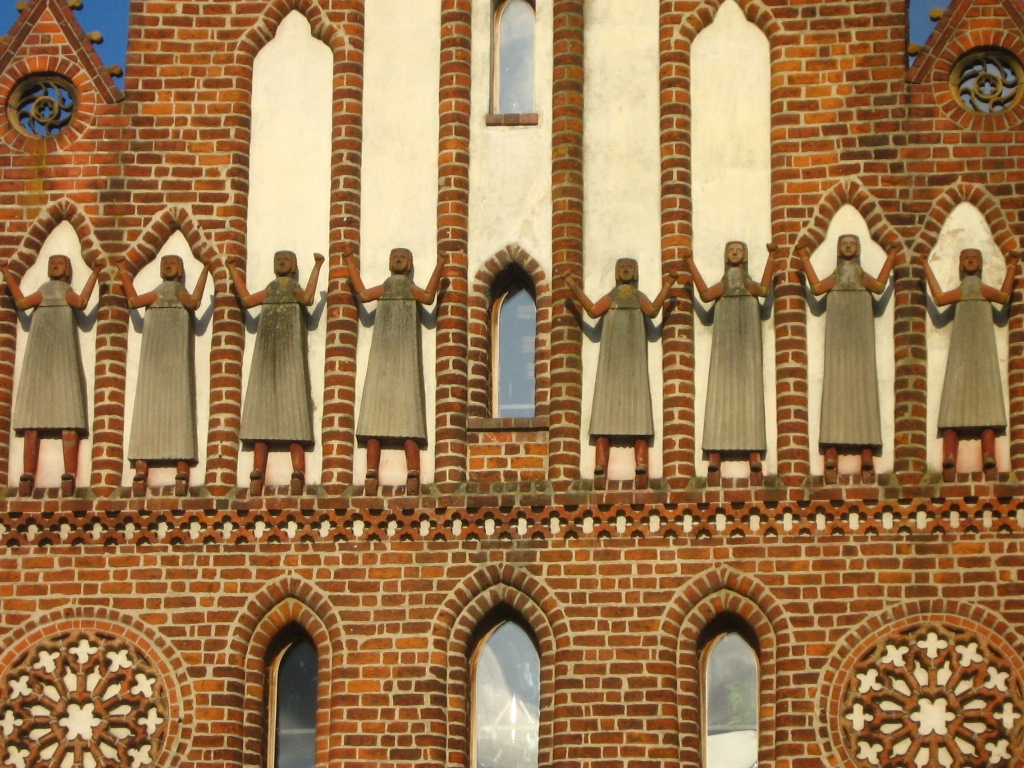
Acht Adorantinnen an der Stadtseite des Neuen Tores in Neubrandenburg

Für eine Erklärung des Bildes werden drei Deutungsmuster herangezogen, mit einem religiös-naturmystischen, einem politischen und einem narrativen Ansatz. Helmut Börsch-Supan und Reinhard Zimmermann sehen die Frau vor der untergehenden Sonne mit Felsen, Bergen und Kirche als Symbolen des Glaubens umgeben, interpretieren diese als Bedrohung durch den Tod und den Halt im Glauben. Bei der Person im Bild soll möglicherweise Friedrichs Frau Caroline Modell gestanden haben. Übernommen wird vorzugsweise von Werner Sumowski die Lesart, nach der die Rückenfigur in der Gebetspose einer „Orantin“ dargestellt ist und demnach der Mensch vor der Landschaft eine Christusbewegung symbolisiert, „die einsame Naturschau als Kommunion“. Werner Hofmann erkennt in der Rückenfigur eine umgewendete Ikone, die die Landschaft in sich aufnimmt.
Die politische Deutung wird von der altdeutschen Tracht der Frau hergeleitet, von deren Verwendung in Friedrichs Bildern bekannt ist, dass diese Kleider bei den männlichen Bildfiguren den Widerstand gegen die Demagogenverfolgung nach den Karlsbader Beschlüssen von 1819 nahelegen. Diese Beziehung von Kleidung und Gesinnung der Bildfiguren ist durch Äußerungen des Malers belegt.
Strittig ist für alle Deutungsmuster, ob es sich in dem Bild um einen Sonnenuntergang oder Sonnenaufgang handelt. Von der damit verbundenen Bildstimmung hängen Symbolzuordnungen, etwa zu Tod oder Hoffnung, ab. So wechselte in verschiedenen Ausstellungskatalogen der Bildtitel. Die im 19. Jahrhundert übliche Benennung „Sonnenuntergang“ wurde im Katalog der Jahrhundertausstellung deutscher Kunst von 1906 in „Sonnenaufgang“ abgeändert. Mit dem Werkverzeichnis von 1974 ist der Titel „Frau vor der untergehenden Sonne“ eingeführt. Davor gingen nach Reinhard Zimmermann, der eine Zusammenfassung fast aller Interpretationen publiziert hat, 26 von 30 Deutungen von einer aufgehenden Sonne aus. Ab 1974 hielten sich die Festlegungen der Autoren auf Sonnenaufgang oder Sonnenuntergang die Waage.

## Skizzen
Für den Bergzug am Horizont wurde eine vermutlich böhmische Zeichnung implementiert. Das Blatt Gebirgszug aus dem Nachlass von Georg Friedrich Kersting gehört zum Karlsruher Skizzenbuch von 1804. Der Bergzug wird auch im Hintergrund der Weimarer Sepia Sommerlandschaft mit abgestorbener Eiche von 1805 und auf dem Gemälde Neubrandenburg im Morgennebel von 1816 verwendet.

## Provenienz
Das Bild befand sich im Familienbesitz, zuletzt seit 1905 im Eigentum von Johanna Friedrich, der Schwiegertochter von Caspar David Friedrichs Bruder Heinrich. Anna Siemsen, Eigentümerin seit 1930, verkaufte das Gemälde 1937 an die Gerstenberg GmbH in Chemnitz. Im selben Jahr erfolgte der Ankauf durch das Museum Folkwang in Essen aus der Ausstellung bei Gerstenberger.

## Einordnung in das Gesamtwerk

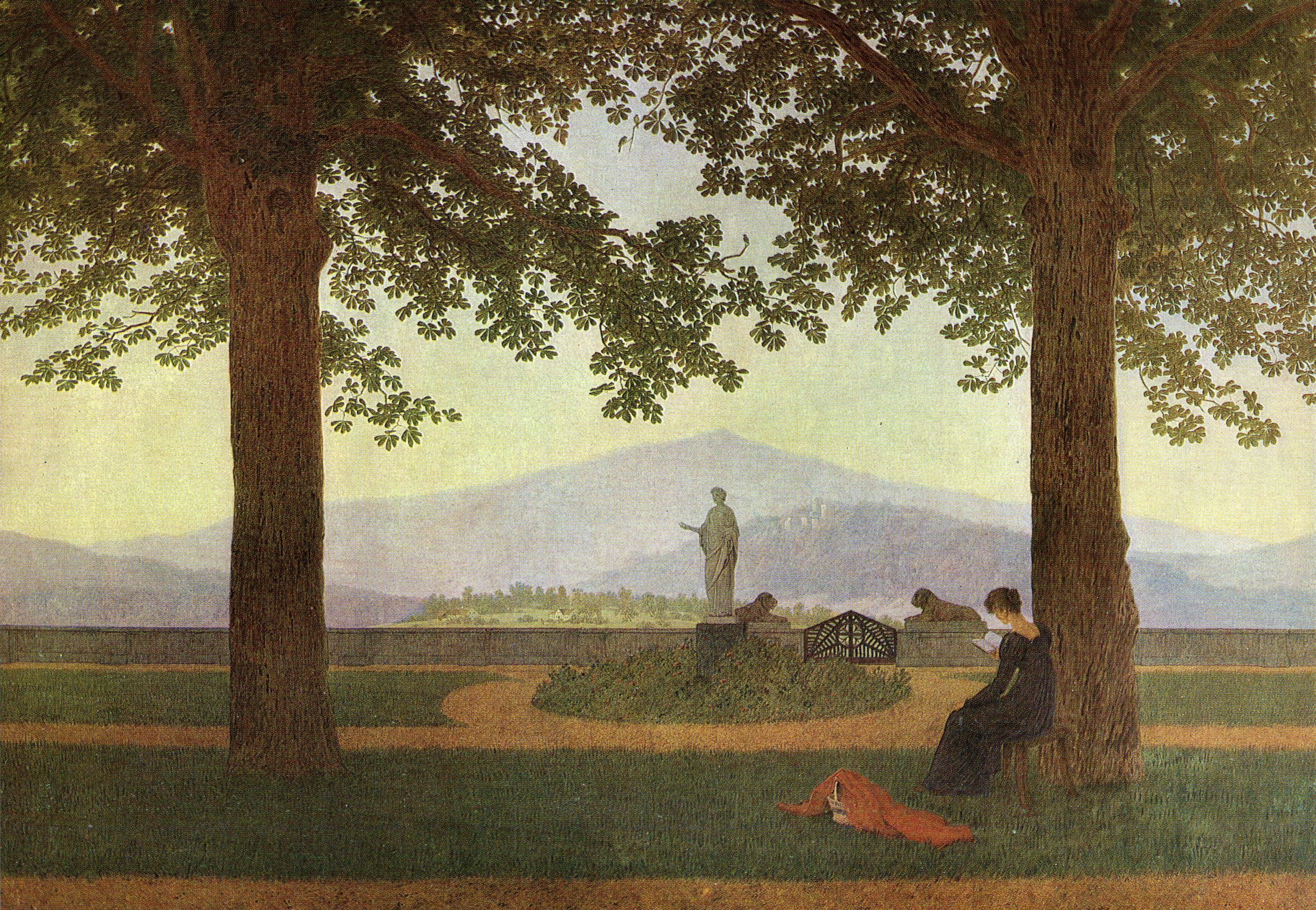
Caspar David Friedrich: Gartenterrasse (1811)

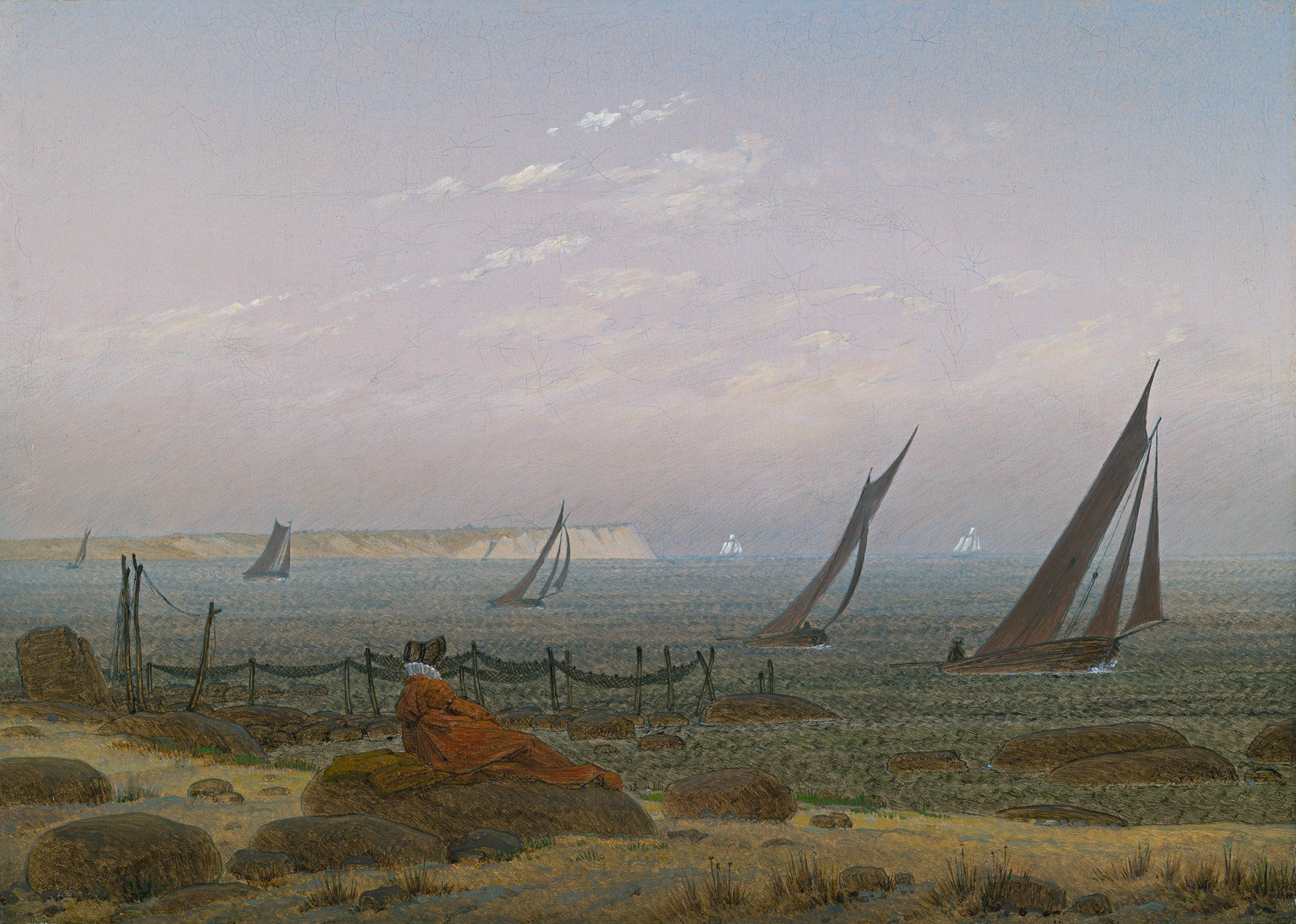
Caspar David Friedrich: Frau am Meer (vor 1818)

Das Bild Frau vor der untergehenden Sonne ist eine der frühen Rückenfiguren und zählt zu einer Serie von Gemälden, die Frauenfiguren in der Landschaft zeigen und vor Friedrichs Hochzeit 1818 entstanden sind. Mit kompositorischer Strenge erreicht der Maler die ikonenhafte Vereinigung von menschlicher Figur und Landschaft, wie ihm das in keinem seiner anderen Bilder gelungen ist. Bereits das Gemälde Gartenterrasse von 1811 gilt als der Versuch, Natursymbolik und Persönlichkeit durch eine symmetrische dreigetaktete Bildkomposition korrespondieren zu lassen, wobei sich die Lesende noch außerhalb der Axialität befindet. In zeitlicher Nähe zur Frau vor der untergehenden Sonne entstanden die Gemälde Abschied und Frau am Meer. Die Frau vor der untergehenden Sonne gehörte zu jenen Bildern der Jahrhundertausstellung deutscher Kunst von 1906, mit denen Caspar David Friedrich zu Beginn des 20. Jahrhunderts wiederentdeckt wurde.

## Naturwissenschaft
Friedrich ist mit der tieforangefarbenen Tönung des Lichtes seiner Sonnenuntergänge möglicherweise getreuer Chronist des historischen Vulkanausbruchs am Tambora in Indonesien von 1815 geworden. Die gewaltige Eruption hatte die Luft weltweit verändert. Eine Gruppe um den Physiker Christos Zerefos vom National Observatory in Athen untersuchte Landschaftsmalereien aus den vergangenen fünf Jahrhunderten und verglich die Entstehungszeiten mit Daten der großen Vulkaneruptionen. Die Vulkane bliesen so viel Schwefel-Schwebteilchen in die höhere Atmosphäre, dass sich die Erde für einige Jahre merklich abkühlte. Die Aerosole streuten das Sonnenlicht derart, dass besonders farbenprächtige Sonnenuntergänge erzeugt wurden.